# Дезерет

Територія штату Дезерет, на яку претендував Брігам Янг (позначена пунктирною лінією). Територія Юта, створена в 1850, зафарбована блідо-блакитним кольором

Дезерет (англ. State of Deseret, дез. 𐐝𐐻𐐩𐐻 𐐲𐑂 𐐔𐐯𐑅𐐨𐑉𐐯𐐻) — не визнаний федеральним урядом США штат, на територію якого претендували у 1849-1851 мормонські поселенці в Солт-Лейк-Сіті на чолі з Брігамом Янгом.

## Історія
Назва Дезерет походить з Книги Етера (розділ Книги Мормона) і нібито позначало медоносну бджолу на мові давніх поселенців. Були сформовані тимчасові органи влади та законодавчі збори, написані конституція штату і кримінальний кодекс. Федеральна влада, однак, виступили категорично проти претензій мормонів на велику територію, межі якої були вказані в конституції штату Дезерет.
Переговори мормонів з федеральною владою призвели до компромісу: у вересні 1850 року Конгрес США прийняв закон про створення території Юта, з територією набагато меншою, ніж було передбачено в Конституції штату Дезерет.
3 лютого 1851 Брігам Янг був інаугурований на посаду першого губернатора Території Юта. 4 квітня 1851 року Генеральна асамблея Дезерет ухвалила рішення про розпуск штату. 4 жовтня того ж року законодавчі збори території Юта ухвалили рішення про юридичну силу на своїй території законів розпущеного штату Дезерет.
Після установи Території Юта керівництво мормонської громади не відмовилося від ідеї створення штату Дезерет. В період 1862—1870 група мормонських старійшин на чолі з Брігамом Янгом формувала тіньовий уряд після кожного засідання територіального законодавчих зборів для ратифікації законів так званого «штату Дезерет». У 1856, 1862 і 1872 робилися спроби написати конституцію штату в межах Території Юта.
Ідея державотворення, заснованого на принципах мормонізму, втратила ґрунт після побудови в 1869 Першої трансконтинентальної залізниці, яка відкрила шлях на мормонські землі безлічі поселенців, які належали до інших конфесій.
Незважаючи на невдачу проекту зі створенням штату Дезерет, його назва отримала символічне значення серед мормонів. Університет Юти спочатку називався Дезеретський університет, а велика Мормонська книговидавнича компанія зветься Deseret Book Company. Крім того, в кінці 1860-х рр. мормони створили і намагалися впровадити у всьому англомовному світі Дезеретську абетку.